# Zahodni svet
Zahodni svet (tudi Zahodna civilizacija ali Zahod) je širok pojem, ki odvisno od svojega miselnega oziroma zgodovinskega konteksta pomeni različna kulturno pogojena okolja. Skupna točka vseh okolij, ki so v različnih okoliščinah poimenovana Zahodni svet, je praviloma kulturni izvor iz velikih evropskih antičnih civilizacij, kakršni sta grška in rimska.
Tako je zgodovinsko pojmovano Zahod označen kot sredozemska regija starih Grkov in Rimljanov, kasneje pa poleg tega tudi območje Srednje in Zahodne Evrope, v nekaterih zgodovinskih obdobjih tudi celotne Evrope vključujoč Rusijo. Od Kolumbovega odkritja Amerik dalje se je oznaka Zahodnega sveta premaknila tudi na Severno in Južno Ameriko, četudi ima zlasti Južna mnogo predzahodnega vpliva. Po času velikih odkritij se je pojem razširil na vsa ozemlja, ki so jih odkrili zahodnoevropski raziskovalci in tamkajšnje okolje močno zaznamovali s svojo kulturo (tako tudi Avstralija in Nova Zelandija). V modernem času je pojem Zahod v največ primerih označeval države članice pakta NATO ter njihove zaveznice, danes pa poleg teh navadno v politični in gospodarski miselni zvezi še Japonsko in Izrael.
Trenutno najbolj razširjena uporaba pojma Zahodni svet vključuje gospodarsko visoko razvite demokracije Evrope, Amerik in Avstralije ter na omenjenih območij njim podobne države, npr. Japonsko. Zahodni svet v sodobnosti ravno tako predstavlja politično in gospodarsko zaenkrat najmočnejša območja celotnega sveta, ki svoj gospodarski, politični in kulturni vpliv širijo po njem.